# Atypena superciliosa
Atypena superciliosa är en spindelart som beskrevs av Simon 1894. Atypena superciliosa ingår i släktet Atypena och familjen täckvävarspindlar.
Artens utbredningsområde är Filippinerna. Inga underarter finns listade.